# Coupe d'Italie de football 1965-1966
Navigation
Coupe d'Italie 1964-1965 Coupe d'Italie 1966-1967
La Coupe d'Italie de football 1965-1966, est la 19e édition de la Coupe d'Italie.

## Déroulement de la compétition

### Participants

#### Serie A (D1)
Les 18 clubs de Serie A sont engagés en Coupe d'Italie.

#### Serie B (D2)
Les 20 clubs de Serie B sont engagés en Coupe d'Italie.

### Calendrier
| Phase              | Tour          | Dates                |
| ------------------ | ------------- | -------------------- |
| Phase préliminaire | 1er tour      | 29 août 1965         |
| Phase préliminaire | Tour spécial  | 6 octobre 1965       |
| Phase préliminaire | 2e tour       | 4 - 7 novembre 1965  |
| Phase préliminaire | 3e tour       | 5 - 22 décembre 1965 |
| Phase finale       | 1/4 de finale | 6 janvier 1966       |
| Phase finale       | 1/2 finales   | 9 février 1966       |
| Phase finale       | Finale        | 19 mai 1966          |

## Résultats

### Premier tour
| Division     | Club                 | Score      | Club                       | Division     |
| ------------ | -------------------- | ---------- | -------------------------- | ------------ |
| Serie B (D2) | Alexandrie US        | 1 - 3      | SS Lazio                   | Serie A (D1) |
| Serie A (D1) | AC Brescia           | 2 - 1      | AC Mantoue                 | Serie B (D2) |
| Serie B (D2) | US Catanzaro         | 2 - 0      | ACR Messine                | Serie B (D2) |
| Serie B (D2) | Genoa CFC            | 0 - 3      | AC Fiorentina              | Serie A (D1) |
| Serie A (D1) | AC Lanerossi Vicence | 2 - 0      | AC Padoue                  | Serie B (D2) |
| Serie B (D2) | US Livourne          | 2 - 0 a.p. | AS Rome                    | Serie A (D1) |
| Serie B (D2) | AC Hellas Vérone     | 0 -1       | Atalanta BC                | Serie A (D1) |
| Serie B (D2) | AC Lecco             | 0 -1       | Varèse FC                  | Serie A (D1) |
| Serie B (D2) | Modène FC            | 1 - 0      | Bologne FC                 | Serie A (D1) |
| Serie B (D2) | AC Monza             | 1 - 2 a.p. | Pro Patria et Libertate SC | Serie B (D2) |
| Serie B (D2) | AC Novare            | 0 - 1      | US Cagliari                | Serie A (D1) |
| Serie B (D2) | Potenza SC           | 0 - 0 a.p. | US Foggia & Incedit        | Serie A (D1) |
| Serie B (D2) | Pise SC              | 0 - 1      | SPAL                       | Serie A (D1) |
| Serie B (D2) | AC Reggiana          | 1 - 1 a.p. | US Palerme                 | Serie B (D2) |
| Serie B (D2) | AS Reggina           | 0 - 1      | CC Catane                  | Serie A (D1) |
| Serie B (D2) | AP Trani             | 1 - 2      | SSC Naples                 | Serie A (D1) |
| Serie B (D2) | AC Venise            | 1 - 1 a.p. | UC Sampdoria               | Serie A (D1) |

### Tour spécial
| Division     | Club       | Score      | Club                       | Division     |
| ------------ | ---------- | ---------- | -------------------------- | ------------ |
| Serie B (D2) | Potenza SC | 2 - 2 a.p. | Pro Patria et Libertate SC | Serie B (D2) |

### Deuxième tour
| Division     | Club                 | Score | Club         | Division     |
| ------------ | -------------------- | ----- | ------------ | ------------ |
| Serie B (D2) | US Livourne          | 1 - 2 | Varèse FC    | Serie A (D1) |
| Serie A (D1) | US Cagliari          | 0 - 1 | Atalanta BC  | Serie A (D1) |
| Serie A (D1) | CC Catane            | 3 - 2 | AC Brescia   | Serie A (D1) |
| Serie A (D1) | AC Fiorentina        | 4 - 1 | US Palerme   | Serie B (D2) |
| Serie A (D1) | AC Lanerossi Vicence | 2 - 0 | Modène FC    | Serie B (D2) |
| Serie A (D1) | SS Lazio             | 1 - 0 | AC Venise    | Serie B (D2) |
| Serie A (D1) | SSC Naples           | 0 - 1 | US Catanzaro | Serie B (D2) |
| Serie A (D1) | SPAL                 | 2 - 0 | Potenza SC   | Serie B (D2) |

### Troisième tour
| Division     | Club          | Score | Club                 | Division     |
| ------------ | ------------- | ----- | -------------------- | ------------ |
| Serie A (D1) | Atalanta BC   | 0 - 2 | SPAL                 | Serie A (D1) |
| Serie B (D2) | US Catanzaro  | 3 - 1 | SS Lazio             | Serie A (D1) |
| Serie A (D1) | AC Fiorentina | 1 - 0 | CC Catane            | Serie A (D1) |
| Serie A (D1) | Varèse FC     | 0 - 1 | AC Lanerossi Vicence | Serie A (D1) |

### Quarts de finale
| Division     | Club                 | Score               | Club              | Division     |
| ------------ | -------------------- | ------------------- | ----------------- | ------------ |
| Serie A (D1) | Milan AC             | 1 - 3               | AC Fiorentina     | Serie A (D1) |
| Serie B (D2) | US Catanzaro         | 0 - 0 a.p., 4-1 tab | AC Torino         | Serie A (D1) |
| Serie A (D1) | AC Lanerossi Vicence | 1 - 2               | FC Internazionale | Serie A (D1) |
| Serie A (D1) | SPAL                 | 1 - 4 a.p.          | Juventus FC       | Serie A (D1) |

### Demi-finales
| Division     | Club          | Score | Club              | Division     |
| ------------ | ------------- | ----- | ----------------- | ------------ |
| Serie A (D1) | AC Fiorentina | 2 - 1 | FC Internazionale | Serie A (D1) |
| Serie A (D1) | Juventus FC   | 1 - 2 | US Catanzaro      | Serie B (D2) |

### Finale
| Division     | Club          | Score      | Club         | Division     |
| ------------ | ------------- | ---------- | ------------ | ------------ |
| Serie A (D1) | AC Fiorentina | 2 - 1 a.p. | US Catanzaro | Serie B (D2) |